# 長背突吻魚
長背突吻魚（学名：Varicorhinus longidorsalis）为輻鰭魚綱鯉形目鲤科的其中一種，分布於非洲剛果河流域，體長可達32公分。

## 扩展阅读
維基物種上的相關：長背突吻魚